# Amethi
Amethi fou una tikhana al districte de Sultanpur, al Oudh, al modern estat d'Uttar Pradesh. Limitava al nord amb les parganes d'Isauli i Sultanpur, a l'est amb la de Tapa Asl, al sud el districte de Partabgarh i a l'oest amb la pargana de Rokha Jais. La dinastia governant pertanyia als Kshattriyas anomenats Bandhalgotis. La tikhana la formaven 318 dels 365 pobles de la pargana, amb una superfície de 686 km² (la pargana 774 km²). la població de la pargana era de 151.104 habitants el 1881, i cal pensar que la major part a l'estat.
Els membres del clan Bandhalgoti diuen ser descendents d'una dona d'una casa amb un sirvent del raja d'Hasanpur però els sobirans rebutgen aquest humil origen i al·leguen ser Kshattriyas Surjabansi del clan al qual pertany el raja de Jaipur i derivar d'una branca d'aquesta dinastia de fa 1000 anys, vers 966 o 1006, quan una visió va portar a Raja Sodh Dev a establir-se a la zona i en van devenir sobirans hereditaris. El 1743 el sobirà Gurdutt Singh, que residia a Raipur, fou assetjat a la seva capital pel nawab Safdar Jang i la ciutat fou capturada i destruïda; Gurdutt Singh va fugir a Ramnagar que va convertir en capital; el seu fill Drigpal Singh va fundar Amethi a la segona meitat del segle XVIII i la va convertir en la nova capital. El successor va abdicar el 1810 en el seu fill Dalpat Shah. Madho Singh va estar amb els britànics el 1857 però més tard es va passar als rebels i la seva fortalesa fou ocupada pels britànics el 1858; finalment fou perdonat el 1860. El seu fill i successor Bhagwan Bakhs Singh fou el darrer sobirà amb poder. Va morir el 1952

## Llista de sobirans
- Gurdutt Singh, vers 1743
- Drigpal Singh segle XVIII
- Harchand Singh fins a 1810
- Dalpat Shah 1810-1815
- Bisheswar Singh 1815-1842
- Madho Singh 1842-1891
- Bhagwan Bakhs Singh 1891-1952